# Midden-Duits voetbalkampioenschap 1929/30
In 1929/30 werd het 28ste voetbalkampioenschap gespeeld dat georganiseerd werd door de Midden-Duitse voetbalbond. Dresdner SC werd kampioen en VfB Leipzig vicekampioen. Beide clubs plaatsten eindronde om de Duitse landstitel. VfB Leipzig verloor in de eerste ronde van Holstein Kiel. Dresdner SC versloeg VfB Königsberg en SpVgg Fürth om in de halve finale ook door Kiel verslagen te worden.

## Deelnemers aan de eindronde
| Club                                 | Gekwalificeerd als              |
| ------------------------------------ | ------------------------------- |
| FC Viktoria 1909 Stendal             | Kampioen van Altmark            |
| SV Wacker Bernburg                   | Kampioen van Anhalt             |
| VfL 08 Duderstadt                    | Kampioen van Eichsfeld          |
| VfB 1907 Herzberg                    | Kampioen van Elbe-Elster        |
| FC Viktoria 1913 Lauter              | Kampioen van Ertsgebergte       |
| SpVgg 1906 Falkenstein               | Kampioen van Göltzschtal        |
| VfB Leipzig                          | Kampioen van Groot-Leipzig      |
| FC Germania 1900 Halberstadt         | Kampioen van Harz               |
| VfB 1907 Klötze                      | Kampioen van Jeetze             |
| FC Wacker 1905 Nordhausen            | Kampioen van Kyffhäuser         |
| FV 1911 Fortuna Magdeburg            | Kampioen van Midden-Elbe        |
| SV Sturm 1904 Chemnitz               | Kampioen van Midden-Saksen      |
| VfL 1911 Bitterfeld                  | Kampioen van Mulde              |
| Riesaer SV 03                        | Kampioen van Noord-Saksen       |
| SpVgg 02 Erfurt                      | Kampioen van Noord-Thüringen    |
| VfB 1909 Annaberg                    | Kampioen van Opper-Ertsgebergte |
| Zittauer BC                          | Kampioen van Opper-Lausitz      |
| 1. FC Greiz                          | Kampioen van Osterland          |
| Dresdner SC                          | Kampioen van Oost-Saksen        |
| SC Apolda                            | Kampioen van ´Oost-Thüringen    |
| SpVgg Borussia 02 Halle              | Kampioen van Saale              |
| Weißenfelser FV Schwarz-Gelb 03      | Kampioen van Saale-Elster       |
| 1. Vogtländischer Fußballclub Plauen | Kampioen van Vogtland           |
| FC Preußen 1909 Langensalza          | Kampioen van Wartburg           |
| SVgg 1907 Meerane                    | Kampioen van West-Saksen        |
| SV Union Zella-Mehlis                | Kampioen van West-Thüringen     |
| SV 08 Steinach                       | Kampioen van Zuid-Thüringen     |

## Eindronde

### Eerste ronde
| Team 1                    | Uitslag | Team 2                          |
| ------------------------- | ------- | ------------------------------- |
| 1. FC Greiz               | 2:7     | FC Preußen 1909 Langensalza     |
| FV 1911 Fortuna Magdeburg | 13:1    | VfB 1907 Klötze                 |
| Riesaer SV 03             | 9:2     | VfB 1907 Herzberg               |
| SC Apolda                 | 4:2     | Weißenfelser FV Schwarz-Gelb 03 |
| SpVgg 06 Falkenstein      | 5:2     | FC Viktoria 1913 Lauter         |
| SV 08 Steinach            | 4:1     | SV Union Zella-Mehlis           |
| VfB 1909 Annaberg         | 1:6     | SVgg 1907 Meerane               |
| VfL 1911 Bitterfeld       | 3:2     | FC Germania 1900 Halberstadt    |
| SV Wacker Bernburg        | 6:2     | FC Viktoria 1909 Stendal        |
| SV Wacker 1905 Nordhausen | 2:0     | VfL 08 Duderstadt               |
| Zittauer BC               | 2:5     | SV Sturm 1904 Leipzig           |

### Tweede ronde
| Team 1                          | Uitslag  | Team 2                      |
| ------------------------------- | -------- | --------------------------- |
| SV Borussia 02 Halle            | 3:1      | SpVgg 06 Falkenstein        |
| Dresdner SC                     | 3:0      | VfL Bitterfeld              |
| FV Fortuna 1902 Magdeburg       | 5:2      | Riesaer SV 03               |
| SC Apolda                       | 1:0 n.v. | FC Preußen 1909 Langensalza |
| SVgg 07 Meerane                 | 0:1      | VfB Leipzig                 |
| SV Sturm 1904 Chemnitz          | 3:1      | SV Wacker Bernburg          |
| 1.Vogtländischer FC 1903 Plauen | 1:2      | SV 08 Steinach              |
| SV Wacker 1905 Nordhausen       | 0:1      | SpVgg 1902 Erfurt           |

### Kwartfinale
| Team 1                    | Uitslag | Team 2                 |
| ------------------------- | ------- | ---------------------- |
| FV 1911 Fortuna Magdeburg | 0:6     | Dresdner SC            |
| SpVgg 1902 Erfurt         | 1:0     | SV Borussia 1902 Halle |
| SV 08 Steinach            | 2:3     | SV Sturm 04 Chemnitz   |
| VfB Leipzig               | 3:1     | SC Apolda              |

### Halve Finale
| Team 1                 | Uitslag | Team 2            |
| ---------------------- | ------- | ----------------- |
| Dresdner SC            | 3:2     | SpVgg 1902 Erfurt |
| SV Sturm 1904 Chemnitz | 3:4     | VfB Leipzig       |

### Finale
| Team 1      | Uitslag | Team 2      |
| ----------- | ------- | ----------- |
| VfB Leipzig | 1:2     | Dresdner SC |